# Johannes Koskinen
Hannu Erkki Johannes Koskinen (Janakkala, 1954) és un polític finlandès, diputat del Parlament finlandès i militant del Partit Socialdemòcrata de Finlàndia. Exercí el càrrec de Ministre de Justícia (1999-2005) i membre de consell municipal de Hämeenlinna (1989-2004). Va néixer a la ciutat finlandesa de Janakkala el 19 de desembre de 1954.